# 仙女镇 (扬州市)
仙女镇是中華人民共和國江蘇省揚州市江都区下辖的一个镇，是江都人民政府所在驻地，住于扬州市东约10公里。2019年中国百强乡镇第32。

## 概况
仙女镇原名江都镇，由仙女庙、龙川、七闸三镇于1966年合并，后又有正谊乡、砖桥镇、张纲镇、双沟镇，并更为现镇名。仙女镇辖区总面积140.38平方公里，总人口23.6万人，下辖43个行政村、19个社区。仙女镇是江都区、扬州市乃至苏中地区的第一大镇，截止2005年，全镇实现地区年生产总值44.5亿元人民币，农民人均年纯收入达到6668元人民币。
同时，仙女镇还是苏北地区最大的木材集散地和著名米市，仙女庙、大圣庙、禹王宫等建筑闻名遐迩。

## 行政区划
仙女镇下辖以下地区：
东苑社区、龙川社区、龙城社区、玉带社区、高阳社区、引江社区、禹王宫社区、西苑社区、云峰社区、仙女社区、北苑社区、龙溪社区、南苑社区、龙都社区、新都社区、商贸城社区、砖桥社区、张纲社区、双沟社区、李坝社区、乐和社区、春江社区、镇北社区、孔庄社区、樊庄社区、南吴社区、三和社区、桥东社区、唐庄社区、建乐村、江桥村、七闸村、正谊村、新民村、陈庄村、民和村、新火村、横沟村、同桥村、三友村、三星村、苏新村、镇西村、新和村、长红村、新港村、金陵村、新华村、化市村、涵西村、樊套村、勤丰村、邓院村、新河村、陈行村、黄庄村、周墅村、陈甸村、三荡村、曹庄村和曹王林园场村。

## 来由
仙女镇前身是仙女庙，据《后汉书郡国志》等史籍记载，时有杜姜和康紫霞两位女道士在东陵圣母庙带发修行并得道成仙，她们战胜了东海黑龙和白龙，并化作黄鹤衔来药草为民医治瘟疾，深受当地百姓尊敬并立庙纪念，“仙女庙”因此而得名。如今在镇中心的“仙女庙”公园仍有白色仙女塑像一尊。
据记载仙女庙在汉朝时的地名是“蔡家庄”，到元朝时称“黄塘”，直至明末清初始称仙女镇。

## 名胜
- 仙女庙：仙女庙始建于宋代，位于镇区的通扬河段北面，有前殿、中殿、后殿。前殿正门石额以白矾石为材，、镌刻“敕封古仙女庙”正楷大字；中殿的吊篮中放着皇帝敕封的文书；后殿即为仙女娘娘殿，内立两仙女塑像。
- 大圣庙：原大圣寺为唐高宗时初建，后被毁坏，现今大圣寺是将原金龙四大王庙改称。该寺有山门天王殿、大雄宝殿、南侧廊房等、中供一尊装金弥勒佛，背后供护法韦驮，两侧供四大天王。大雄宝殿中供释迦牟尼大佛与两位胁侍，两侧分供十八罗汉与哼哈二将，寺内有一尊国内罕见的大型汉白玉卧佛，重18吨、长6米。
- 江都水利枢纽工程